# Barra (pírcing)

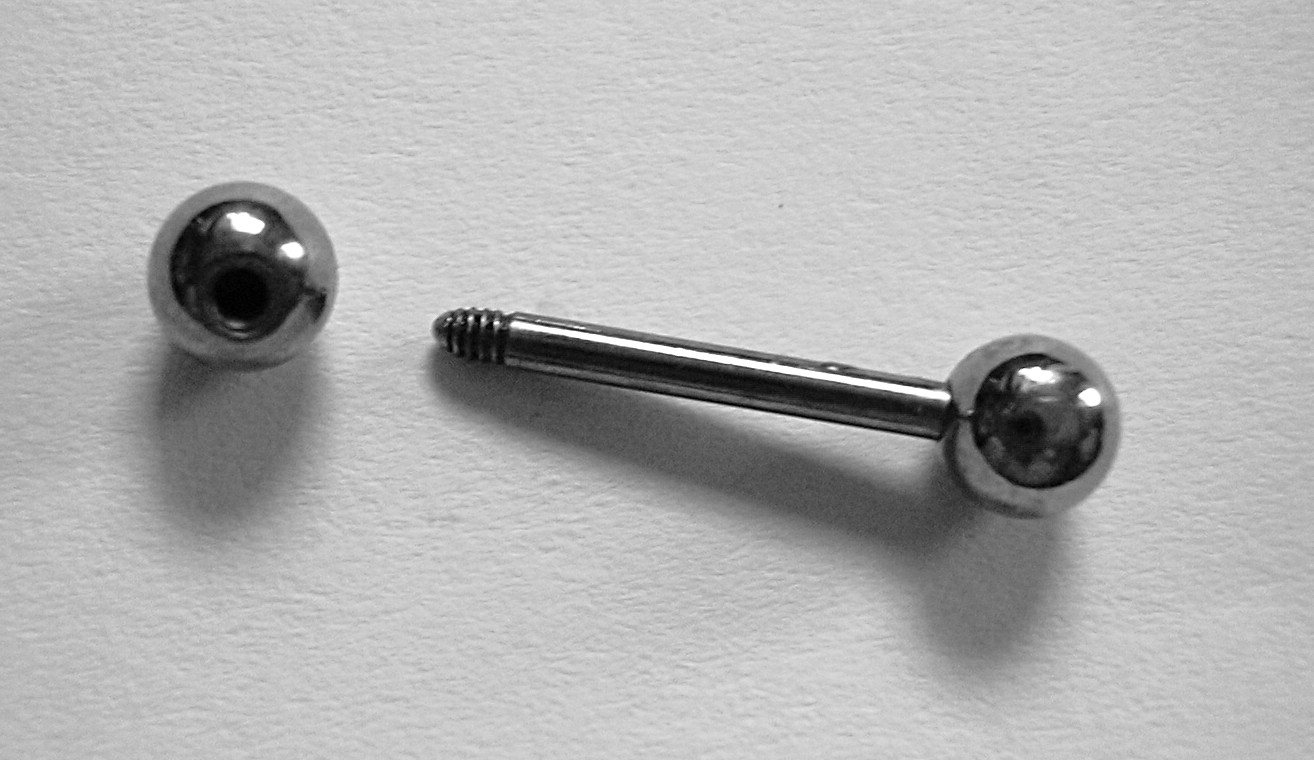
Barra o barbell

La joieria per a pírcing d'estil barra (en anglès, barbell) està composta per una barra recta amb una joia a cada extrem, generalment de forma esfèrica. Sovint, una de les joies es fixa, ja sigui enganxada amb epoxi o soldada, de manera que només cal desenroscar una de les joies per instal·lar o treure la barra. Els filets de la rosca de la barra generalment són dretans.
Rep aquest nom perquè s'assembla a les barres que s'utilitzen en halterofília.

## Història i cultura
Encara que a primera vista sembli que la fabricació de joies amb rosca és d'origen contemporani, hi ha exemples de barres rectes amb rosca externa utilitzades per la gent d'algunes tribus, sobretot els Diak de Borneo.
A la societat contemporània, Horst Streckenbach «Tattoo Samy» (1926-2001), un tatuador i perforador de Frankfurt (Alemanya), i el seu estudiant Manfred «Piker» Kohrs de Hannover, van ser qui van introduir la barra a la joieria per a pírcing. La joieria d'estil barbell va ser popularitzada per Jim Ward, fundador de Gauntlet (el primer estudi de perforació corporal als Estats Units) a la dècada del 1960.
| « | Els primers barbells que recordo provenien d'Alemanya. Doug va contactar amb Tattoo Samy, un tatuador i perforador de Frankfurt. Al llarg dels anys, Samy va venir als Estats Units diverses vegades i sovint es va presentar a Los Angeles per visitar Doug. Les seves primeres visites ens van mostrar els taulells amb barres que va utilitzar en alguns pírcings. Eren de rosca interna, una característica que tenia molt de sentit i que immediatament em vaig proposar recrear-los per als meus propis clients. | » |

Jim Ward i la seva revista PFIQ (Piercing Fans International Quarterly) han estat crucials per al desenvolupament de la perforació corporal moderna. La barra al lòbul és molt popular, ja que es pot realitzar en alguns països sense el consentiment dels pares, i és més fàcil i menys dolorós fer la perforació.

## Tipus de barres

### Barra amb rosca interna
Es denomina així perquè la barra té a la terminació un tub amb filets a l'interior (femella) i les joies tenen una barra amb filets (mascle). La barra té una terminació i superfície polida i llisa, de manera que entra suau en la perforació. Per a aquestes peces s'utilitzen materials adequats i d'alta qualitat. A més, la barra i la peça final s'adapten millor, sense deixar espai ni tancar restes de teixit. Per això, és més complicat que es perdi la bola. Això redueix els riscos en la perforació i fa que, juntament amb la joia, siguin més netes i la cicatrització sigui millor i més ràpida.
Normalment és una mica més car que les joies amb rosques externes.

### Barra amb rosca externa
Es denomina així perquè la barra té a la terminació una barra amb filets (mascle) i les joies tenen un tub amb filets a l'interior (femella). A causa del dany potencial o la irritació de la perforació quan passen els filets quan s'insereix o s'elimina la joieria, aquest tipus de barra s'ha tornat menys freqüent, a causa de la popularitat de la barra de rosca interna. Aquest tipus de barra s'utilitza generalment només quan el calibre de la barra és massa petit per permetre que es pugui efectuar roscat internament. La seva joieria és més barata.

### Barres corbada
També es coneix com a corba o corba del melic, anomenada així per la seva curvatura. Una barra corbada és mecànicament idèntica a una barra recta, a excepció de ser corba. La curvatura en una barra corba pot variar des de gairebé recta fins a circular, a vegades fent espirals, amb els extrems superposats però separats per permetre la inserció de la joieria. Una variant d'aquest disseny és la barra J, una barra lleugerament corbada (de vegades anomenada banana) amb una corba de 90 graus a prop d'un extrem, utilitzada en perforacions verticals del melic per situar el final decoratiu de la joieria de manera més apropiada .Poden ser barres amb rosca interna o amb rosca externa.

### Barra circular
També conegudes com a «barres de ferradura» a causa de la seva forma, s'utilitzen en qualsevol tipus de perforacions, incloent arracades, anells de tragus, pírcings al pont nasal, pírcings Madison, o fins i tot pírcings al prepuci clitorial, encara que aquest últim és menys freqüent, ja que el clítoris és privat de l'estimulació obtinguda a partir d'un anell de bola captiva ben posicionat.

### Barra superficial
S'utilitza en pírcings superficials. Una barra superficial és una barra on la barra té un parell de corbes de 90 graus, en la mateixa direcció (similar a una grapa), per permetre que les joies siguin utilitzades per a pírcings superficials. Aquest disseny minimitza la pressió que podrien causar altres dissenys de joies que contribueixin a la migració de la perforació dels pírcings superficials. La majoria de les barres superficials estan fetes a mida per adaptar-se a la perforació individual.

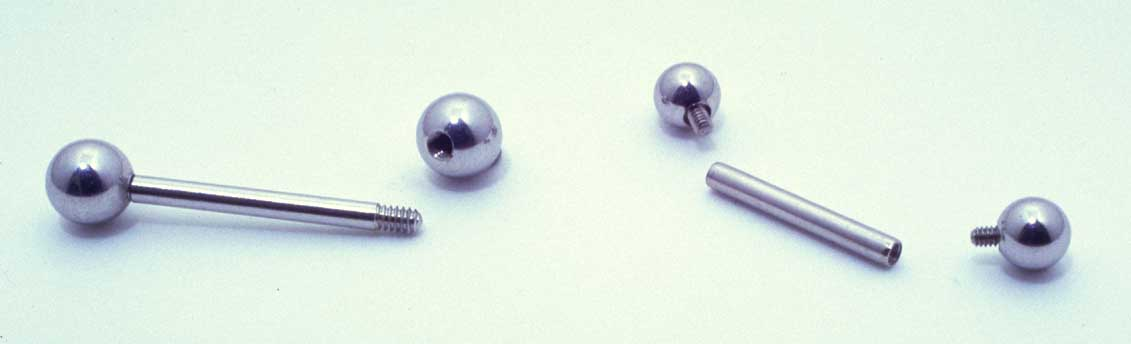
Barra amb rosca externa (esquerra) i barra amb rosca interna (dreta)
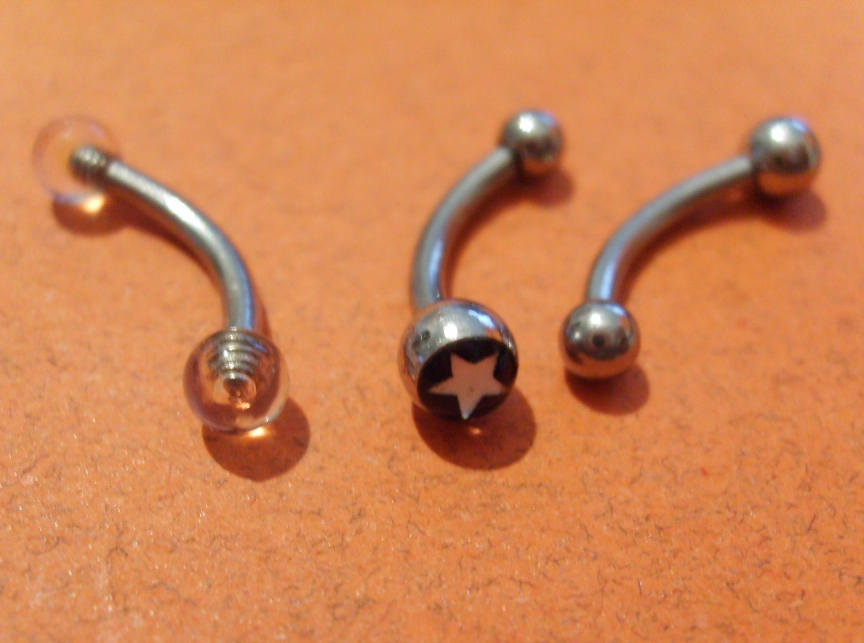
Barres corbades
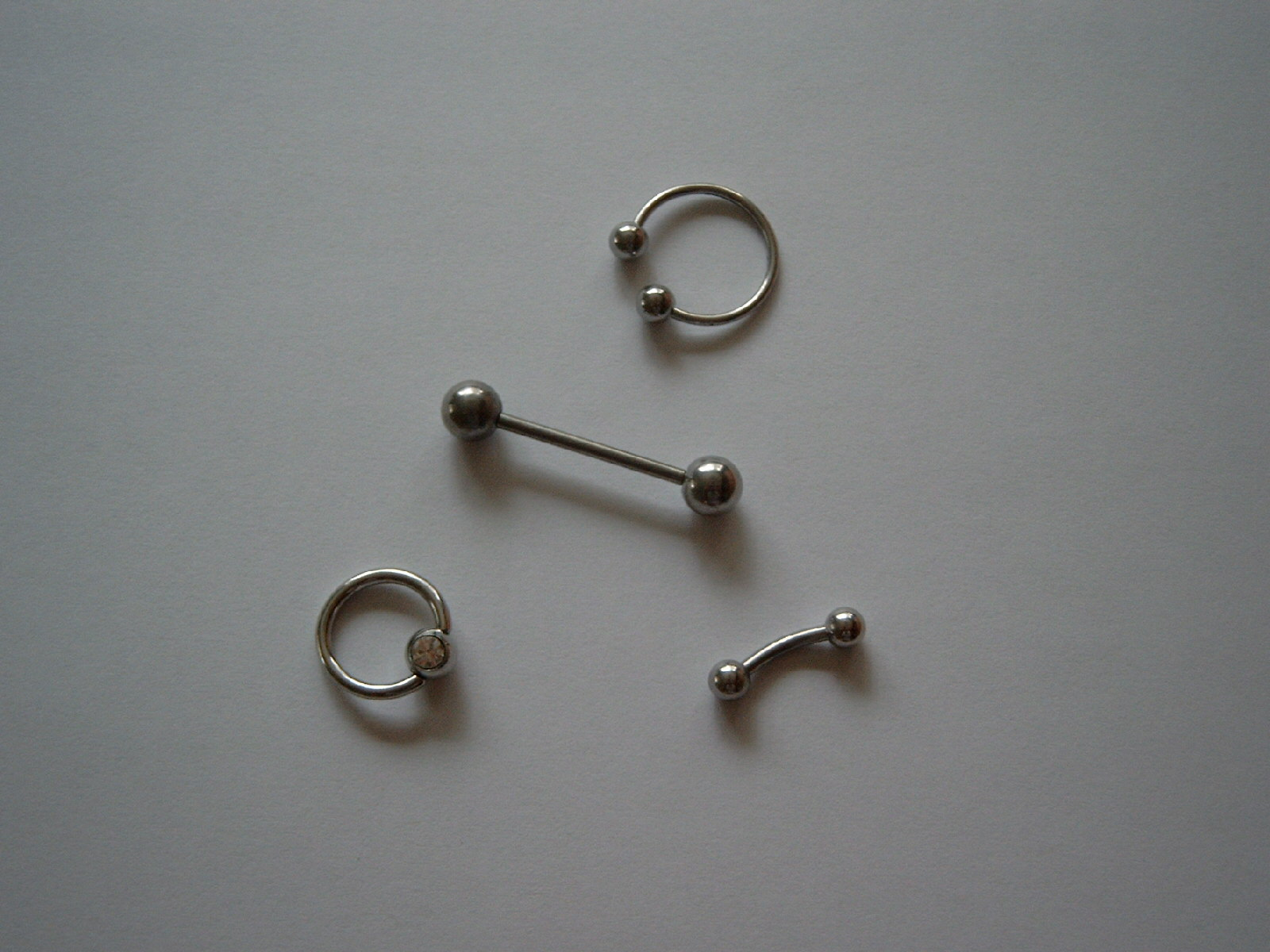
Barra circular, barra, anell de bola captiva i barra corbada

## Tipus de joies per a les barres
Les joies per a les barres poden variar àmpliament en disseny i aspecte, encara que la gran majoria de joies són senzilles, de disseny esfèric. Dit això, qualsevol forma que es pugui enroscar a la barra es pot utilitzar com a joia: cubs, triangles, cilindres, cons, discs i altres formes bàsiques són dissenys alternatius comuns. Algunes barres de gran calibre, especialment les que es fan servir en el pírcing a la llengua, utilitzen «smartie beads», joies circulars aplanades per evitar que danyin les genives i les dents i permetin el lliure moviment de la llengua.
També existeixen «joies de bondage» que tenen un petit forat per poder afegir un anell de bola captiva, o la «joia koosh» (koosh bead) que és una joia feta amb un material de goma amb textura semblant a un preservatiu roscat per adaptar-se a la punta d'una barra. També existeixen vibradors en miniatura, en una varietat de materials durs o tous a l'exterior de la joia.

## Materials
La barra es fabrica a partir de qualsevol metall adequat per a fer joies per a pírcings. Les barres flexibles fabricades amb tubs de tefló o de tygon s'utilitzen sovint en superfícies experimentals o perforacions de teixits profunds. Les joies no penetren en el cos, de manera que sovint els materials que normalment no es consideren segurs per a una perforació es poden utilitzar de manera decorativa, com ara acrílic, vidre o materials orgànics.

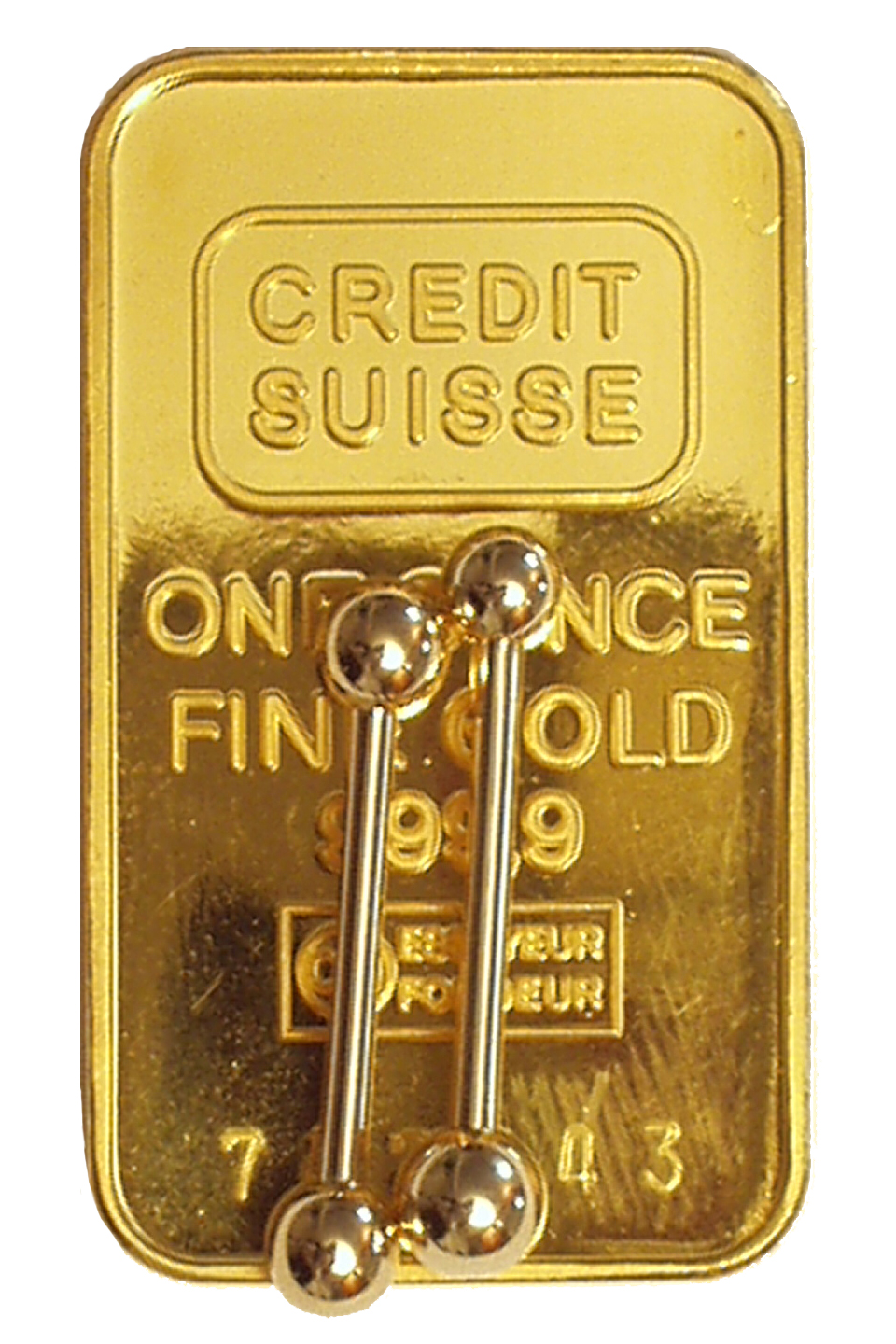
Barres d'or
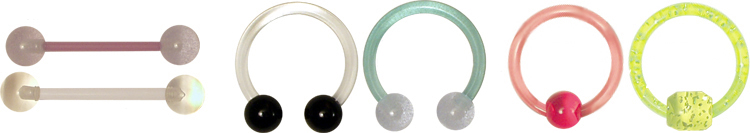
Joieria per a pírcing de tefló